# Abdelkrim Raïs
Haj Abdelkrim Rais (الحاج عبد الكريم الرايس en arabe) est un musicien marocain de musique arabo-andalouse. 
Il a participé à de nombreux festivals internationaux et obtenu plusieurs prix et distinctions.
Haj Abdelkrim Raïs est né vers 1912 à Fès. Jeune élève, il rejoint le dépositaire de cet art dans sa ville natale, Mohamed Benabdeslam Al-Brihi, qui tient lui-même de son père Abdeslam Al-Brihi. C’est auprès du premier qu’il perfectionnera son éducation musicale.
Au moment où Abdelkrim assure la relève, il donnera à son orchestre le nom du maître pour perpétuer son souvenir. L'orchestre s’étoffera par la présence de plus d’une vingtaine de musiciens, comme cela a été le cas lors de sa première apparition en France en 1984. D’ordinaire, l’ensemble d’Abdelkrim Rais ne dépasse pas la douzaine d’individus.
La notoriété du maître devait être déjà grande au Maroc puisqu’en 1969, il participait, en tant qu’expert, au congrès de la musique arabe de Fès. Il avait été inclus dans la commission des échelles et des rythmes de la musique andalouse-maghrébine. Cette commission statuera définitivement sur la nature des échelles, comme elle déterminera celle des rythmes en usage dans ce répertoire. Depuis, il a été demandé à tous les ensembles du Maroc de se conformer aux résolutions techniques prises par les participants-spécialistes.
Outre ses activités musicales les plus diverses, et la direction du conservatoire de musique de Fès, on doit à Abdelkrim Rais la publication de deux ouvrages. L’un, publié en 1982, collige sa version des poèmes de Mohamed ibn al-Hasan al-Haik qui a été le premier, au début du XVIIIe siècle, à recueillir par écrit onze noubas avec leurs poèmes respectifs, la modalité musicale et les rythmes correspondants. L’autre titre a été édité en 1985. Abdelkrim Rais, avec l’aide de son élève Mohamed Briouel, réalisait une transcription en notation occidentale de la nouba Gharibat Al-Husayn.
Haj Abdelkrim Rais dirigera son orchestre (qui porte son nom) jusqu’à 1996, date de son décès. Ce même orchestre sera dirigé par Mohamed Briouel et portera le nom de Orchestre arabo-andalou de Fès.
Il restera, par ailleurs, l’un des meilleurs rebabistes qu’a connu la musique arabo-andalouse marocaine.
Il est le grand-père du musicien et cuisinier marocain Kamal Laabi qui est connu sur les réseaux sociaux sous le nom Chef Kimo.